# Palatul Mocenigo (Giudecca)

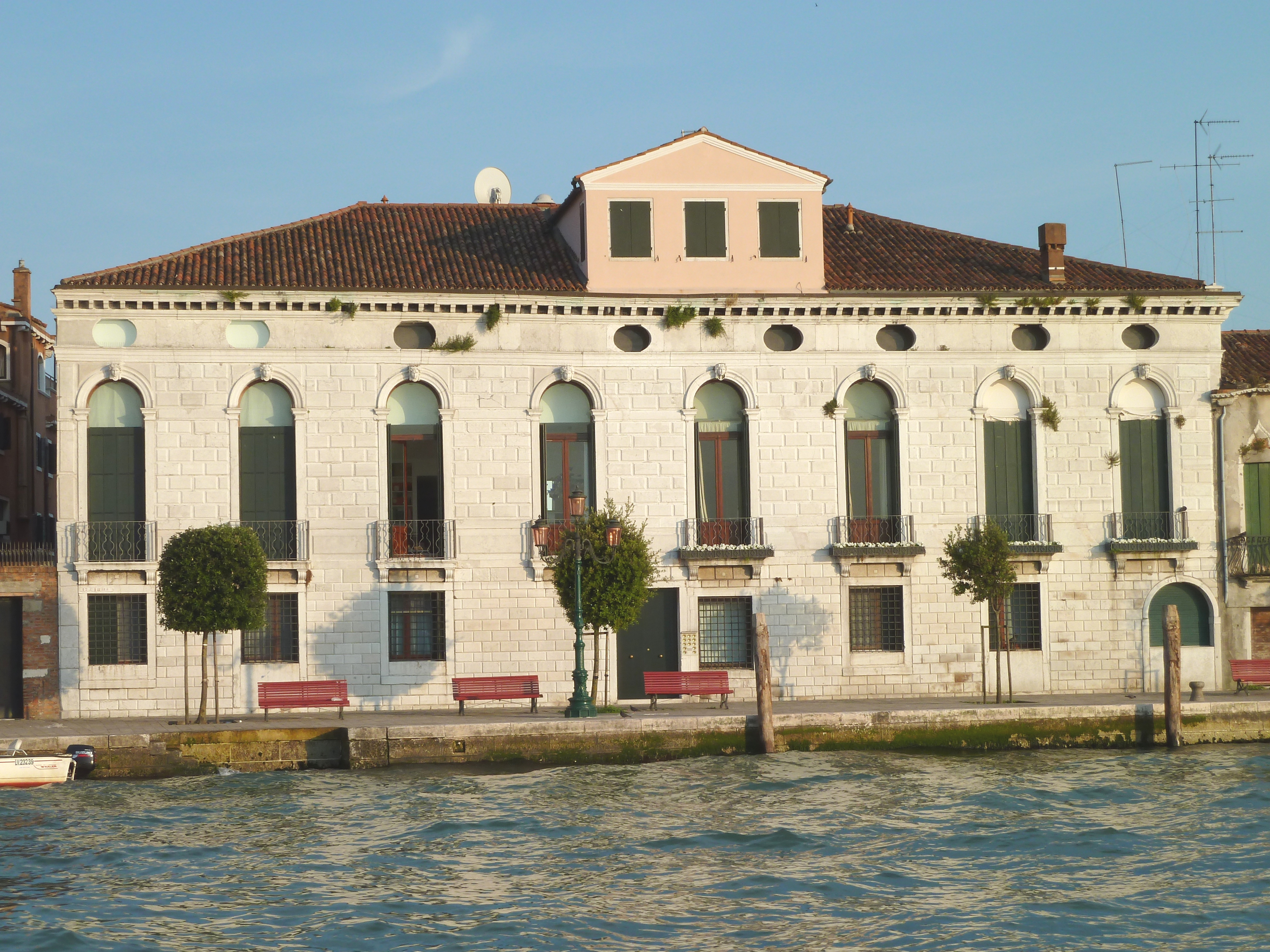
Detaliu al faţadei, cu ferestre monofore la primul etaj şi lucarnă

Palatul Mocenigo este o clădire istorică din orașul italian Veneția, situată în sestiere Dorsoduro, pe insula Giudecca, puțin mai la stânga de Biserica delle Zitelle și cu vedere la Canalul Giudecca.

## Istoric
Acest palat era o locuință "de vacanță" a familiei Mocenigo, construită în secolul al XVI-lea, când Giudecca era un loc preferat pentru vacanță: de fapt, se pare că dogele Alvise Mocenigo își petrecea concediul de vară în această clădire.
Clădirea a suferit mai multe modificări între secolele al XVII-lea și al XIX-lea, pierzând multe elemente caracteristice și dobândind aspectul actual. Astăzi puternic modificată în interior, ea adăpostește mai multe mini-apartamente.

## Descriere

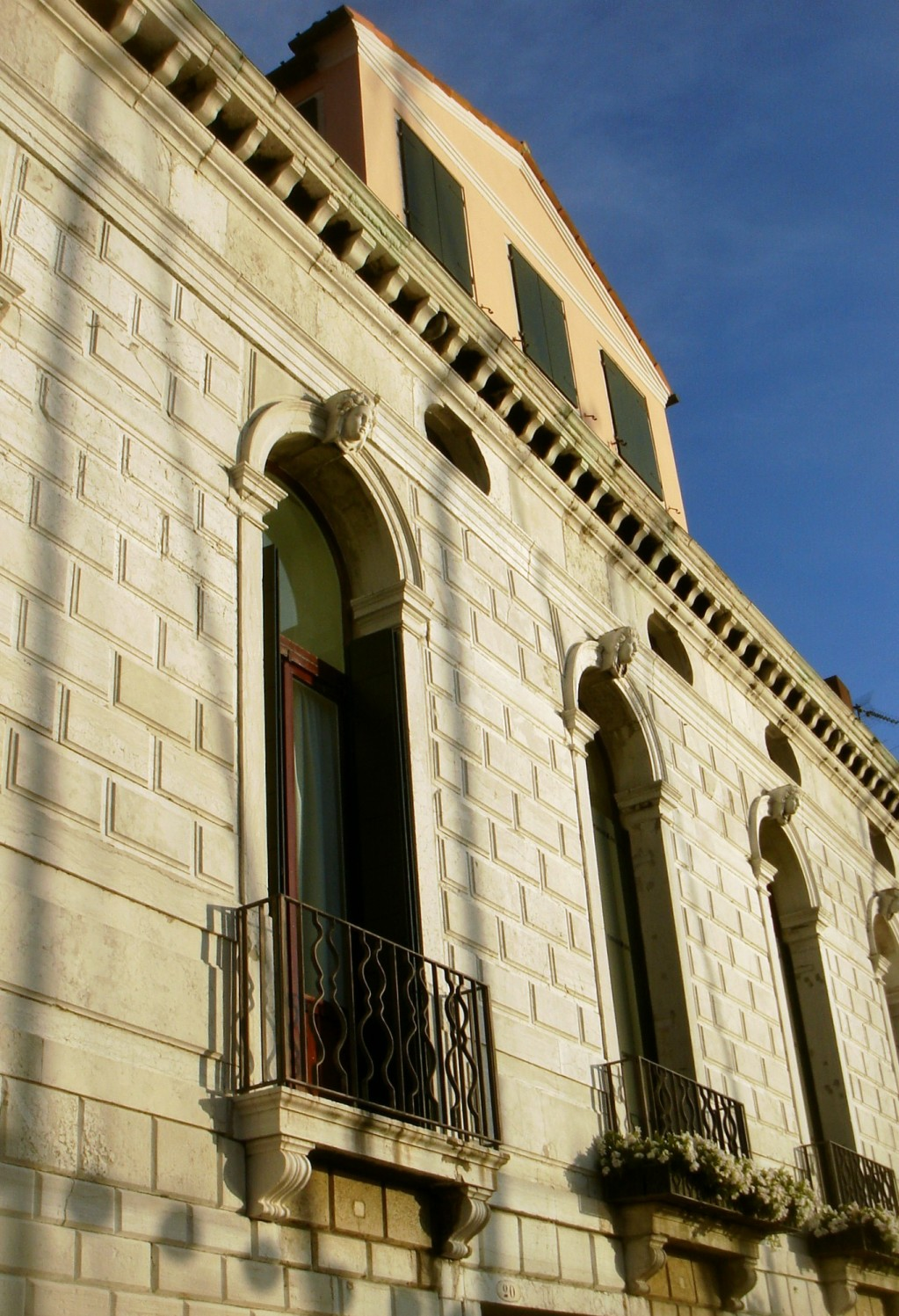
Detaliu al faţadei, cu ferestre monofore la primul etaj şi lucarnă

Palatul Mocenigo este o clădire cu două etaje, cu o fațadă dezvoltată pe lungime: suprafața sa este decorată cu bosaje din piatră de Istria.
Parterul conține o serie de mici ferestre pătrate, având în centru un portal, mici și lipsit de decorațiuni (mult alterat în comparație cu cel original, încă intact în secolul al XVIII-lea, după cum reiese dintr-o gravură a lui Coronelli).
Etajul se caracterizează prin opt ferestre monofore arcuite, dotate cu balustradă din fier forjat și mascaroane la cheia de boltă. Deasupra fiecăreia, în acoperișul subțire, se deschid ferestre ovale de tip oculus, realizate în secolul al XIX-lea.
Într-o poziție aproape centrală, pe acoperiș, se află o lucarnă din secolul al XIX-lea, care se intersectează cu liniile de pe fațada dinspre canal.
Fațada de sud este bine conservată și dă înspre grădina privată a palatului, mărturie a vechii structuri a clădirilor pe care nobilii venețieni le construiau în secolul al XVI-lea; de fapt, Giudecca era pe atunci o insulă cu multe grădini în care localnicii mai avuți se retrăgeau pentru odihnă și studiu.